# Le Boudin

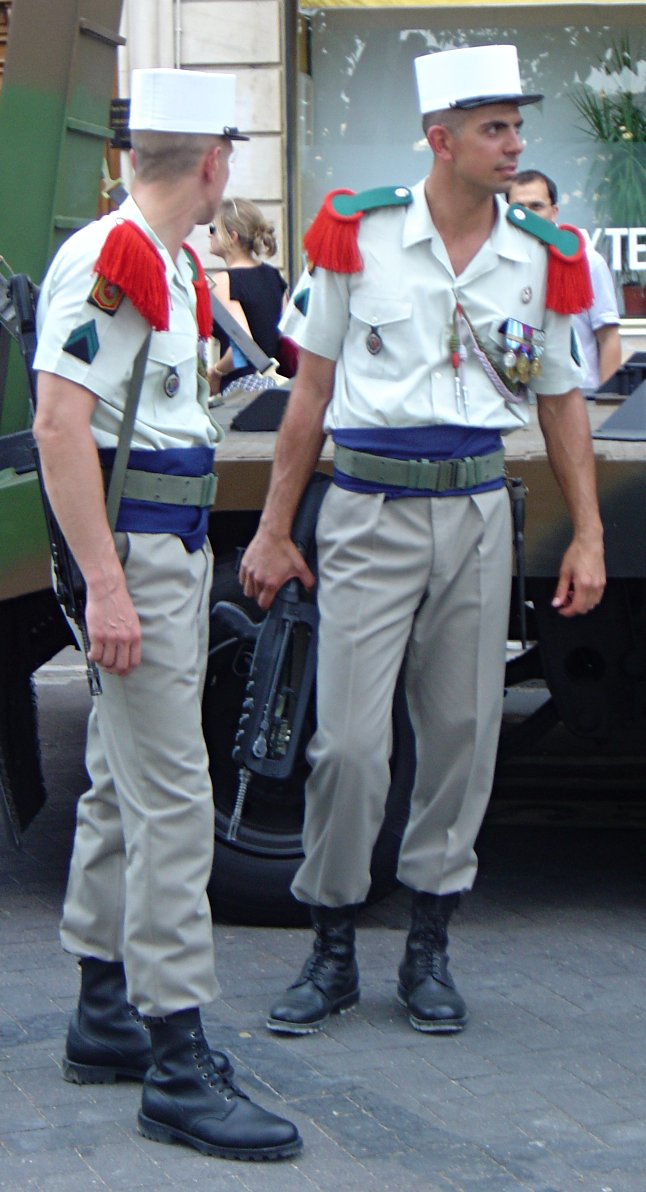
Два Иностранных легионера в традиционной парадной форме. Под ремнём виден «Le Boudin», синее одеяло

Le Boudin (фр. Кровяная колбаса), официально Марш Иностранного легиона (фр. Marche de la Légion Étrangère) — официальный марш Французского Иностранного легиона. Название песни переводится как «кровяная колбаса» — жаргонное название одеяла, которое носили с собой легионеры в рюкзаках. Ведутся споры о том, кто является автором песни: чаще всего авторство музыки приписывается французскому композитору Вилему (1850 год). Аранжировка — А. Дюссенти, капельмейстер 1-го полка Иностранного легиона. Автор слов доподлинно неизвестен.

## Происхождение песни

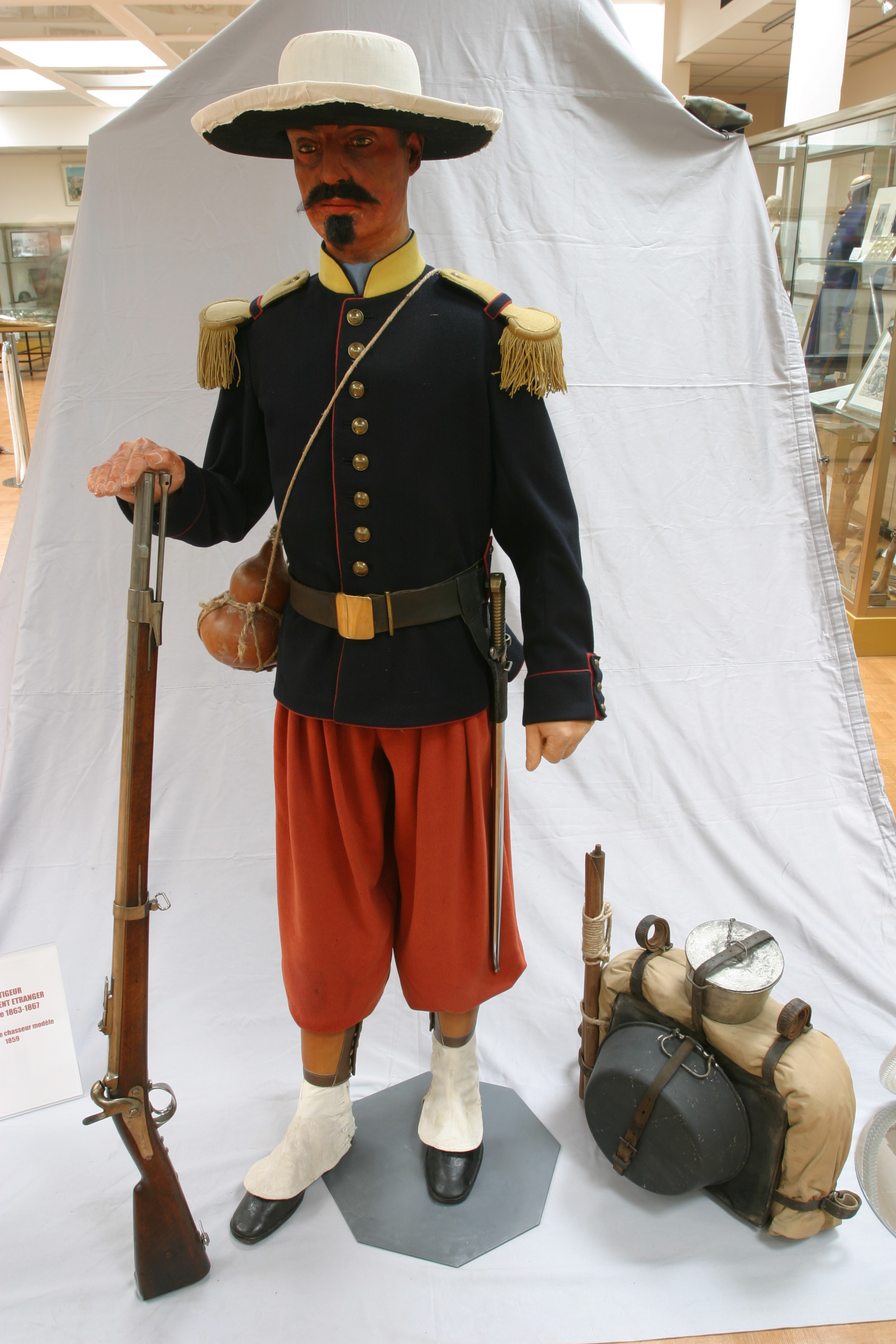
Статуэтка легионера образца 1863 года, boudin лежит справа на рюкзаке

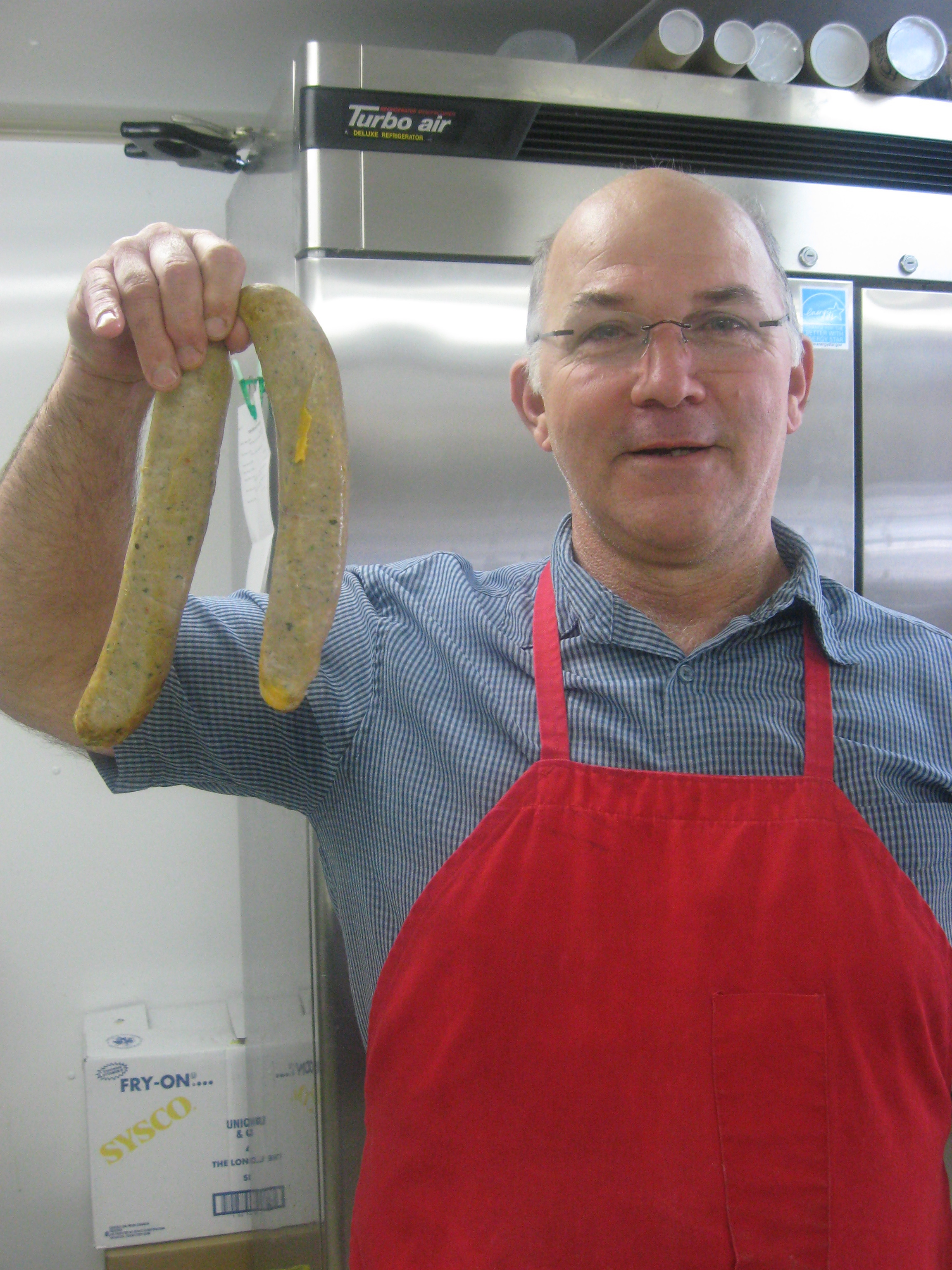
Кровяная колбаса (или «будан»), по сходству с которой и получило прозвище одеяло, положившее название Маршу Легиона

Песня посвящается легионерам, участвовавшим в наиболее жарких конфликтах XIX века — в том числе в осаде Туен-Кана (1884—1885) и сражении при Камероне (1863), дата которого — 30 апреля — ныне является днём воинской славы Легиона. Установлено, что музыку написали ещё до вторжения французов в Мексику, а текст — после Франко-прусской войны и присоединения Эльзаса и Лотарингии к Германской империи.
В песне звучит неприкрытая издёвка в адрес бельгийцев, некогда служивших в Легионе, которых называют «лодырями и лежебоками». По одной версии, это случилось из-за того, что бельгийский король Леопольд II объявил о нейтралитете своей страны во Франко-прусскую войну и потребовал от французского правительства не вовлекать бельгийских легионеров в конфликт. Бельгийские легионеры остались на территории Алжира — базы подразделения — к великому неудовольствию всего Легиона. В песне также упоминаются и швейцарцы, которые составляли подавляющую часть иностранных добровольцев в рядах легиона. Помимо этого, над бельгийцами издевались, поскольку под именем бельгийцев часто записывались в легион французы в обход закона, а добровольцы часто скрывали правду о своём уголовном прошлом и выдумывали себе липовые биографии, чтобы избежать суда и начать новую жизнь. Таким образом, у бельгийцев сложилась «нехорошая» репутация в Легионе. Есть также версия, что к моменту начала зачисления бельгийцев у французов стало не хватать одеял в Легионе, и в итоге два солдата вынуждены были спать под одним одеялом, что привело к появлению грубых шуток на тему секса.

## Исполнение
Этот марш отличается тем, что исполняется практически всегда стоя, за исключением марша со скоростью 88 шагов в минуту. Песню по принятому уставу обязаны знать все солдаты Легиона. Обычные французские войска маршируют со скоростью 120 шагов в минуту, а Легион всегда идёт со скоростью 88 шагов в минуту как дань традиции, поскольку им часто приходилось идти по пескам, которые затрудняли движение. Ежегодно солдаты Легиона участвуют в торжественном военном параде в день взятия Бастилии, замыкая шествие войск.

## Текст песни
| Оригинал на французском | Построчный перевод |
| --- | --- |
| Tiens, voilà du boudin, voilà du boudin, voilà du boudin, Pour les Alsaciens, les Suisses et les Lorrains, (2x) Pour les Belges y en a plus, pour les Belges, y en a plus, Ce sont des tireur au cul. Nous sommes des dégourdis, Nous sommes des lascars, Des types pas ordinaires, Nous avons souvent notre cafard, Nous sommes des Légionnaires. I Au Tonkin, la Légion immortelle A Tuyen-Quang illustra notre drapeau, Héros de Camerone et frères modèles Dormez en paix dans vos tombeaux. Nos anciens ont su mourir, Pour la gloire de la Légion, Nous saurons bien tous périr, Suivant la tradition. II Au cours de nos campagnes lointaines, Affrontant la fièvre et le feu, Oublions avec nos peines, La mort qui nous oublie si peu, Nous, la Légion. | Глянь, вот кровяная колбаса, колбаса, колбаса Для эльзасцев, для швейцарцев, лотарингцев! Для бельгийцев больше нет, для бельгийцев больше нет, Это лодыри и лежебоки! Мы бойкие парни, Мы пройдохи, Мы необычные люди, Нам часто бывает грустно, Мы легионеры! I В Тонкине бессмертный Легион Под Туен-Каном прославил наше знамя, Герои Камерона и примерные братья, Спите спокойно в своих могилах. Наши старшие товарищи сумели умереть За славу Легиона, Мы тоже все погибнем, если надо, Следуя традиции. II Во время наших кампаний в дальних странах, Лицом к лицу с лихорадкой и огнём, Забудем же вместе с нашими невзгодами И смерть, которая о нас часто не забывает, Мы, Легион! |

## Песня в культуре
- В романе Персиваля Рена «Похороны викинга» песню исполняет почти разгромленная рота Легиона, пытаясь внушить осаждающим их крепость туарегам, что им противостоит огромный отряд. В большинстве экранизаций, сделанных преимущественно в Голливуде, этот момент постоянно опускался, и только в 1982 году в сериале BBC было показано исполнение солдатами песни[3].
- В фильме «Легионеры» 1978 года солдаты исполняют песню под руководством майора Фостера, роль которого исполнил Джин Хэкман[4].
- В фильме 1998 года «Легионер», где главную роль сыграл Жан-Клод Ван Дамм, солдаты исполняют песню во время марша[5].